# مين يو واي
مين يو واي (بالبورمية: မင်းယုဝေ)‏ هو كاتب ميانماري، ولد في 26 أكتوبر 1928 في بلدة كانغيدانت ‏ في ميانمار.